# George Andrew Reisner
George Andrew Reisner (Indianapolis, Indiana, 5 de novembre de 1867 - Guiza, Egipte, 6 de juny de 1942) fou un arqueòleg estatunidenc de l'antic Egipte. També va exercir com a entrenador de futbol americà a la Universitat de Purdue, on va entrenar durant la temporada de 1889 i va aconseguir un registre de 2-1.

## Biografia
Després dels seus estudis a Gebel Barkal (La Muntanya Sagrada), a Núbia va descobrir que els reis de Núbia no van ser enterrats a les piràmides, sinó fora d'elles. També va trobar el crani d'una dona de Núbia (que ell creia que era un rei), que està en la col·lecció del Museu Peabody d'Arqueologia i Etnologia a Harvard. Reisner creia que Kerma fou originalment la base d'un governador d'Egipte i que aquests governants egipcis va evolucionar fins a convertir-se en monarques independents de Kerma.
També va crear una Llista de virreis egipcis de Cuix. Va trobar la tomba de la reina Hetepheres I, la mare del rei Khufu (Kheops en grec antic) que va construir la Gran Piràmide de Guiza. Durant aquest temps també va explorar mastabes. Arthur Merton, un membre del Cairo Rotary Club, va comentar el 1936 arran del descobriment d'Abutiu per Reisner que "gaudeix d'una posició inigualable no només com a figura destacada en l'actual egiptologia, sinó també com un home la solidesa de judici i els amplis coneixements generals del qual, són reconeguts àmpliament ".
Va conèixer la reina Maria de Romania a Guiza

## Família
Els pares de Reisner foren George Andrew Reisner I i la seva esposa, Mary Elizabeth Mason. Els pares del seu pare eren d'ascendència alemanya.
Es va casar amb Mary Putnam Bronson, amb la qual va tenir una filla, anomenada també Mary.

## Cronologia
- 1897-1899: Classificà la col·lecció egiptològica del Museu Egipci del Caire
- 1899-1905: Dirigí l'expedició Hearst de la Universitat de Califòrnia per explorar els cementiris a la rodalia de Qift
- 1905: Edità el Papir mèdic Hearst
- 1905-1914: Professor Ajudant d'egiptologia a la Universitat Harvard
- 1907-1909: Dirigí l'estudi arqueològic de Núbia (Sudan nilòtic) per al govern egipci
- 1910-1942: Conservador de col·leccions egípcies al Museu de Belles Arts de Boston
- 1914-1942: Professor d'egiptologia a la Universitat Harvard
- 1916-1923: Explorà les piràmides de Mèroe, excavà un temple a Napata
- 1931: Va escriure Mycerinus (nom alternatiu de Menkaure)
- 1942: Publicà la seva obra final: A History of the Giza Necropolis

## Obres
- Bibliografia de Reisner Arxivat 2013-09-14 a Wayback Machine.
- Amulets.  Impr. de l'Institut français d'archéologie orientale, 1907. (reimpressió ISBN 978-1-57898-718-4)
- Early dynastic cemeteries of Naga-ed-Dêr.  J. C. Hinrichs, 1908.
- The Egyptian conception of immortality.  The Riverside Press (Houghton Mifflin), 1912.
- Excavations at Kerma.  Peabody Museum of Harvard University, 1923. (reimpressió ISBN 0-527-01028-6)
- Harvard excavations at Samaria, 1908-1910.  Harvard University Press, 1924. (amb Clarence Stanley Fisher i David Gordon Lyon)
- Mycerinus, the temples of the third pyramid at Giza,.  Harvard University Press, 1931.
- The development of the Egyptian tomb down to the accession of Cheops.  Harvard University Press, 1936.
- A history of the Giza Necropolis.  Harvard University Press, 1942.
- Canopics.  Impr. de l'Institut français d'archéologie orientale, 1967. (completat per Mohammad Hassan Abd-ul-Rahman)